# ویلا د لیوا
ویلا د لیوا (انگلیسی: Villa de Leyva) نام شهری در کشور کلمبیا است.